# Aldo Patriciello
Aldo Patriciello (n. 1957) este un om politic italian, membru al Parlamentului European în perioada 2004-2009 din partea Italiei. 
1. 1 2 3 4  Deputații în Parlamentul European
2. ↑   https://www.europarl.europa.eu Lipsește sau este vid: |title= (ajutor)